# Virgin Express
A Virgin Express foi uma companhia aérea belga, com sede em Bruxelas, Bélgica, criada pelo grupo Virgin (Virgin Group) do bilionário britânico Richard Branson. 
A companhia iniciou as suas actividades em 1996, quando o grupo Virgin comprou a companhia aérea EBA (EuroBelgian Airlines), e lhe atribuiu a marca Virgin. A então nova empresa concentrou-se nas actividades low cost e charter através de um modelo semelhante à antiga EBA. 
Em Novembro de 2006, a companhia entrou num processo de fusão com a principal companhia aérea belga, a SN Brussels Airlines (antiga Sabena), que foi concluído em Março de 2007, altura em que as duas actuais companhias passarm a ser uma companhia única a voar com o nome Brussels Airlines.

## Frota

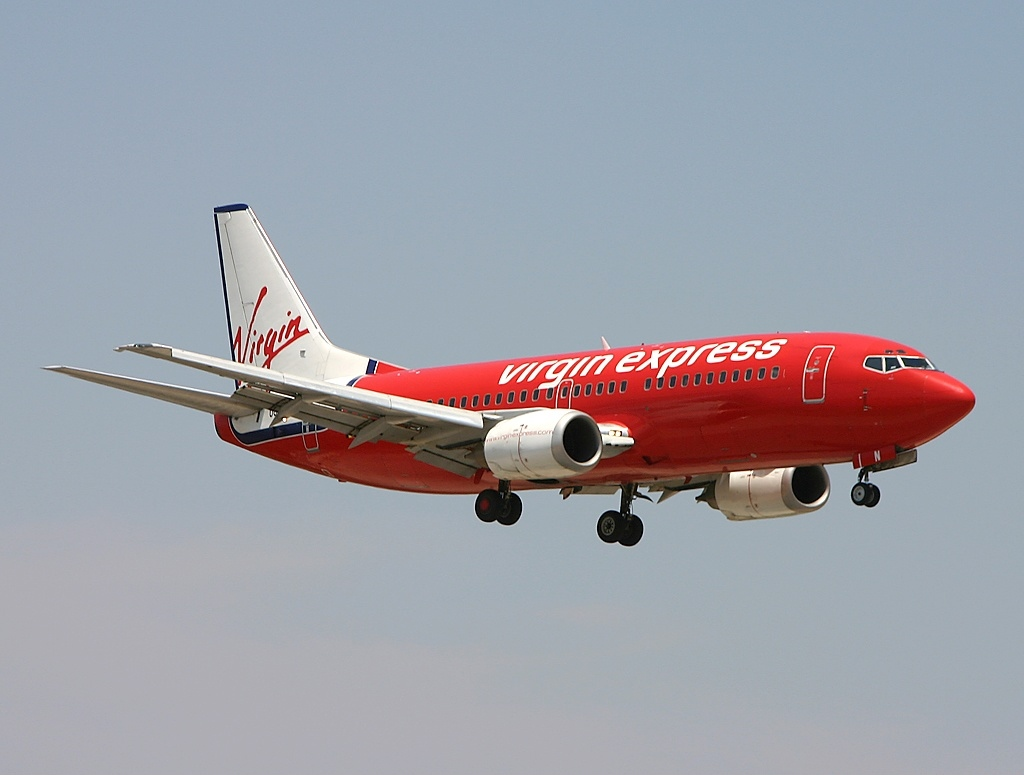
Boeing 737-300 da Virgin Express.

Em agosto de 2006.
- 5 Boeing 737-300
- 5 Boeing 737-400